# Vista Hermosa, Tres Valles
Vista Hermosa är en ort i Mexiko.   Den ligger i kommunen Tres Valles och delstaten Veracruz, i den sydöstra delen av landet, 300 km öster om huvudstaden Mexico City. Vista Hermosa ligger 54 meter över havet och antalet invånare är 467.
Terrängen runt Vista Hermosa är platt. Runt Vista Hermosa är det ganska tätbefolkat, med 75 invånare per kvadratkilometer. Närmaste större samhälle är Nuevo Paso Nazareno, 8,7 km sydväst om Vista Hermosa. Trakten runt Vista Hermosa består till största delen av jordbruksmark.